# Call of Duty: Black Ops III
Call of Duty: Black Ops III is een computerspel uit de Call of Duty-reeks. Het spel is ontwikkeld door Treyarch en is het vervolg op Call of Duty: Black Ops II. Black Ops III werd op 6 november 2015 uitgebracht voor de PlayStation 3, PlayStation 4, Windows, Xbox 360 en Xbox One. Voor de uitgave was er voor de PlayStation 4, Xbox One en Windows een besloten bèta die later een open bèta werd.
Black Ops III speelt zich af in het jaar 2065, 40 jaar na Black Ops II. Net zoals in de voorgaande spellen gaat het verhaal over een groep Black Ops-soldaten. De campagne was ontwikkeld on met vier spelers co-op te kunnen spelen, hierdoor zijn de levels groter en meer open. Omdat de speler cybernetisch verbeterd is, heeft hij toegang tot verschillende speciale vaardigheden. Het spel bevat ook een multiplayer, een zombie-modus met zijn eigen verhaal en een nachtmerrie-modus, waarbij de vijanden in de campagne vervangen zijn door zombies.

## Zombiemodus
Net zoals in de voorgaande spellen is het verhaal in de zombiemodus episodisch. Het basis spel komt met het eerste hoofdstuk, Shadows of Evil, dat gespeeld wordt met een nieuwe groep personages: Nero Blackstone (Jeff Goldblum), Jessica Rose (Heather Graham), Jack Vincent (Neal McDonough) en Floyd Campbell (Ron Perlman), en plaatsvindt in de fictieve Morg City. Het basisspel bevat net zoals het spel Black Ops ook weer een Zombies Arcade minigame.
In zombiemodus vechten de spelers tegen zombies die door barrières het gebied van de spelers binnendringen en hen belagen. De spelers zijn in het begin bewapend met alleen een pistool en een mes. Als een speler een vijand raakt met wapens verkrijgt hij hiermee punten; doodt hij de vijand dan krijgt hij nog een aparte bonus. De hoeveelheid punten in deze bonus is afhankelijk van het wapen waarmee de speler de zombie doodt. Met de verkregen punten is er de mogelijkheid om deuren te openen, perks te kopen, wapens te kopen en wapens te upgraden.
Een spel is verdeeld in rondes die elk een gefixeerd aantal zombies bevatten. De hoeveelheid zombies wordt per ronde hoger evenals de levenspunten en snelheid van de zombies. Alhoewel er uiteindelijk meer zombies in een ronde komen, kunnen er maximaal 24 zombies in leven zijn. Wordt er een gedood, dan komt er een nieuwe bij.
Naast de normale rondes zijn er ook zogenaamde "hellhound-rondes"; hierin zijn er uitsluitend agressieve honden die de spelers proberen te bijten. Een hap van een hond richt minder schade toe dan een slag van een zombie. Als alle honden gedood zijn krijgen de spelers weer volledige munitie. In sommige levels zijn er soms ook baas zombies, deze komen in dezelfde rondes als de gewone zombies maar zijn moeilijker te doden en richten meer schade toe. Als de speler zo een baas zombie doodt, laat deze meestal een power-up achter.
Op bijna elk speelveld is er een stroomschakelaar te vinden. Als deze wordt aangezet worden sommige deuren beschikbaar. De schakelaar is meestal het verst weg van het startpunt van de spelers.

### Speelvelden
Met alle downloadbare inhoud erbij gerekend bevat Black Ops III de meeste zombie speelvelden in de geschiedenis van Call of Duty.
- Shadows of Evil

Dit speelveld zit standaard in het spel en speelt zich af in de fictieve stad Morg City In dit speelveld wordt er een nieuwe perk geïntroduceerd, genaamd Widow's Wine en de wonder wapens Apothicon Servant, Li'l Arnie en Apothicon Sword.
- The Giant

Dit speelveld kan worden verkregen door middel van de zogenaamde seizoenskaart of kan apart verkregen worden, het is een remake van Der Riese uit World at War. Net zoals in het origineel wordt The Giant gepeelt met de originele personages, maar deze keer zijn het hun jongere versies.
- Der Eisendrache

Dit speelveld is onderdeel van het uitbreidingspakket "Awakening". Het spel speelt zich af in een kasteel in Duitsland. Dit speelveld introduceert vier magische bogen als nieuwe wonder wapens, die te vergelijken zijn met de staven uit Origins.
- Zetsubou No Shima

Dit speelveld is onderdeel van het uitbreidingspakket "Eclipse". Het spel speelt zich af op een eiland van de Gefederaliseerde Staten van Micronesië waar zich een laboratorium van Division 9 bevindt. De map introduceert de KT-4 en de Skull of Nan Sapwe als nieuwe wonder wapens.
- Gorod Krovi

Dit speelveld is onderdeel van het uitbreidingspakket "Descent". Het spel speelt zich af in Stalingrad. Dit speelveld introduceert de Gauntlet of Siegfried en de GKZ-45 Mk3, de derde iteratie van de Ray Gun, als nieuwe wonder wapens.
- Revelations

Dit speelveld is onderdeel van het uitbreidingspakket "Salvation". Het spel speelt zich af in Agartha, een andere dimensie, en bestaat uit een combinatie van verschillende voorgaande speelvelden. Dit is het einde van de Black Ops-zombies verhaallijn.
- Zombies Chronicles

Dit is het laatste uitbreidingspakket voor Black Ops III. Het bevat een remake van alle voorgaande speelvelden die gespeeld werden met de originele personages. De speelvelden in dit pakket zijn: Nacht Der Untoten, Verrückt, Shi No Numa, Kino Der Toten, Ascension, Shangri-La, Moon en Origins.
| naam van de DLC | Op de disk      | Op de disk                            | Season Pass Bonus                                | DLC 1 "Awakening"           | DLC 2 "Eclipse"               | DLC 3 "Descent" | DLC 4 "Salvation"    | Zombies Chronicles                             | Zombies Chronicles           | Zombies Chronicles                                    | Zombies Chronicles               | Zombies Chronicles              | Zombies Chronicles      | Zombies Chronicles                   | Zombies Chronicles          |
| --------------- | --------------- | ------------------------------------- | ------------------------------------------------ | --------------------------- | ----------------------------- | --------------- | -------------------- | ---------------------------------------------- | ---------------------------- | ----------------------------------------------------- | -------------------------------- | ------------------------------- | ----------------------- | ------------------------------------ | --------------------------- |
| Naam van de map | Shadows of Evil | Dead Ops Arcade 2: Cyber's Avengening | The Giant                                        | Der Eisendrache             | Zetsubou No Shima             | Gorod Krovi     | Revelations          | Nacht der Untoten                              | Verrückt                     | Shi No Numa                                           | Kino der Toten                   | Ascension                       | Shangri-La              | Moon                                 | Origins                     |
| Locatie         | Morg City**     | Onbekend**                            | Waffenfabrik Der Riese, in de buurt van Wrocław* | Hohenwerfen Kasteel, Werfen | Division 9 Facility, Pohnpei* | Wolgograd       | "Het huis", Aether** | Verlaten Vliegveld, ergens in Nazi-Duitsland** | Wittenau Sanatorium, Berlijn | Rising Sun Facility, ergens in het Japans Keizerrijk* | Deutsches sol Kino, West-Berlijn | Kosmodroom Bajkonoer, Qızılorda | Ergens in de Himalaya** | Area 51* & griffin station, de maan* | Excavation site 64, Verdun* |
| Releasedatum    | 6 november 2015 | 6 november 2015                       | 6 november 2015                                  | 2 februari 2016             | 19 april 2016                 | 12 Juli 2016    | 6 september 2016     | 16 mei 2017                                    | 16 mei 2017                  | 16 mei 2017                                           | 16 mei 2017                      | 16 mei 2017                     | 16 mei 2017             | 16 mei 2017                          | 16 mei 2017                 |

- *echte locatie met een fictief gebouw

- ** compleet fictieve locatie

### Wonderwapens
Wonderwapens zijn krachtige wapens in het bijzonder ontworpen voor de zombiestand. Ze zijn enkel te verkrijgen door middel van de mystery box of easter eggs.
Hieronder staan alle wonderwapens waarover het spel beschikt:
- Ray Gun
- Wunderwaffe DG-2
- Monkey Bomb
- Apothicon Servant
- Li'l Arnie
- Apothicon Sword
- Wrath of the Ancients
- Ragnarok DG-4
- KT-4
- Skull of Nan Sapwe
- Spider Bait
- GKZ-45 Mk3
- Gauntlet of Siegfried
- Dragon Strike
- Quantum Entanglement Device
- Thundergun
- One Inch Punch
- 31-79 JGb215
- Ray Gun Mark II
- G-Strike
- Gersh Device
- Wave Gun / Zap Gun Dual Wield
- Matryoshka Doll
- Elemental Staff

#### Opgewaardeerde wonderwapens
In de zombiestand is het mogelijk wonderwapens op te waarderen door de Pack-a-Punch te gebruiken of door geheime opdrachten te voltooien (ook wel volbrengingen of 'easter eggs' genoemd).
- Porter's X2 Ray Gun (Ray Gun)
- Wunderwaffe DG-3 JZ (Wunderwaffe DG-2)
- Masamune (KT-4)
- Maelstrom of Eris (GKZ-45 Mk3)
- Draconite Controller (Dragon Strike)
- Zeus Cannon (Thundergun)
- The Fractalizer (31-79 JGb215)
- Porter's Mark II Ray Gun (Ray Gun Mark II)
- Max Wave Gun / Porter's X2 Zap Gun Dual Wield
- The Iron Fists (One Inch Punch)

Opgewaardeerde wonderwapens met meerdere uitvoeringen:
Apothicon Servant
- Mar Astagua (Shadow Servant)
- Nar-Ullagua (Teeth Consume)
- Kor-Maroth (Eclipse Shadow)
- Lor-Zarozzor (Radiate Decay)

Apothicon Sword
- Maroth Zorguamat (Shadow Star)
- Ullamargor Zortuk (Curse Eye)
- Astanar Nethurgast (Head Gather)
- Shubozzor Ullagua (Heart Consume)

Wrath of the Ancients
- Kreema'ahm la Ahmahm (Storm Bow)
- Kreegakaleet lu Gosata'ahm (Demon Gate Bow)
- Kreeaho'ahm nal Ahmhogaroc (Rune Prison Bow)
- Kreeholo lu Kreemasaleet (Wolf Howl Bow)

Elemental Staff
- Kagutsuchi's Blood (Staff of Fire)
- Kimat's Bite (Staff of Lightning)
- Ull's Arrow (Staff of Ice)
- Boreas' Fury (Staff of Wind)

### Perk-a-Cola-automaten
Alle speelvelden beschikken over zogeheten 'perk-a-cola-automaten', dit zijn automaten die voordelen (in de Engelse uitvoering van het spel 'perk' genoemd) aanbieden. De werking van deze voordelen lopen uiteen van meer gezondheid tot sneller herladen. Niet alle voordelen die je in de multiplayer kunt krijgen zijn te gebruiken in de zombie-modus en andersom. Ook zijn niet alle voordelen beschikbaar op elke map. De namen van de voordelen uit de multiplayer zijn gewijzigd en er zijn voordelen in het bijzonder gemaakt voor de zombie-modus:
- Juggernog (2500 punten): Geeft de speler meer leven.
- Quick Revive (singeplayer 500 punten/multiplayer 1500 punten): Laat de speler in singleplayer automatisch herstellen en laat de speler in multiplayer zijn teamgenoten sneller herstellen.
- Speed Cola (3000 punten): Laat de speler sneller herladen.
- Double Tap Root Beer (2000 punten): Laat het wapen van de speler sneller en twee keer zo veel kogels vuren.
- Mule Kick (4000 punten): Laat de speler een derde wapen dragen.
- Stamin-Up (2000 punten): Laat de speler sneller en langer lopen.
- Widow's Wine (4000 punten/in de kaart Zetsubou No Shima gratis beschikbaar na het behalen van de Boss Battle): Geeft de speler spinnenweb granaten en laat spinnenweb uit de speler komen als die geraakt wordt door een zombie.
- Deadshot Daiquiri (1500 punten): Laat de speler preciezer schieten zonder door het vizier te kijken.
- Electric Cherry (2000 punten): Doet elektriciteit uit de speler slaan elke keer als deze zijn wapen herlaad.

### Black Market
In de multiplayer-modus is er de Black Market, waar spelers zogeheten CryptoKeys kunnen verdienen door prestaties te leveren en deze kunnen inwisselen voor Supply Drops. Deze Supply Drops bevatten doorgaans cosmetische items, zoals wapenskins, uitrustingen en emblemen.

In de zombiemodus is er Dr. Monty's Factory, een locatie waar spelers GobbleGums kunnen verkrijgen en aanpassen. GobbleGums zijn eetbare items die tijdelijke voordelen bieden tijdens het spel. Er zijn verschillende soorten GobbleGums, variërend van zeer krachtige tot minder effectieve en gemiddelde varianten. Spelers kunnen GobbleGums gratis verdienen door het spelen van het spel, maar ze kunnen ook worden verkregen via aankopen met CoD Points (Call of Duty Points), de virtuele valuta van het spel.